# 스퀘어 (밴드)
스퀘어(Square)는 미국 네브래스카 출신의 3인조 록 밴드이다. 릴 빅 피쉬의 릴런드 스틴과 마룬 5의 기타리스트 제임스 밸런타인, 그리고 션 베스테(Sean Beste)가 구성원이었다.

## 구성원
- 션 베스테(Sean Beste) - 보컬, 키보드
- 제임스 밸런타인 - 기타
- 릴런드 스틴 - 드럼